# Via Cimínia
Via Cimínia (en llatí: Via Ciminia) era el nom d'una via romana de poca longitud coneguda únicament per una inscripció del temps d'Hadrià, que probablement es va construir com una drecera que passava per les muntanyes Cimínies a la dreta de la via Càssia, de la qual n'era una bifurcació. Discorrien en paral·lel en la major part de trams.